# Bathyraja griseocauda
Bathyraja griseocauda е вид хрущялна риба от семейство Arhynchobatidae. Видът е застрашен от изчезване.

## Разпространение и местообитание
Разпространен е в Аржентина (Буенос Айрес, Огнена земя, Рио Негро, Санта Крус и Чубут), Фолкландски острови и Чили.
Среща се на дълбочина от 82 до 585 m, при температура на водата от -1,4 до 8,3 °C и соленост 33,3 – 34,7 ‰.

## Описание
На дължина достигат до 49 cm.
Популацията на вида е намаляваща.